# Criterium der Azen
Het Criterium der Azen (Frans: Critérium des As) was een wielerwedstrijd, gehouden als dernykoers. Deze vond doorgaans plaats aan het einde van het wielerseizoen, in de periode midden september tot midden oktober. Vanaf de jaren 1940/1950 werden in de regel de tien best presterende wegrenners van het voorbije seizoen uitgenodigd om aan de wedstrijd deel te nemen, vandaar ook de naam van het criterium. Door deze opzet bevat de lijst van winnaars vanaf die jaren méér bekende namen dan in de vooroorlogse edities.

## Historie
In 1920 werd een wielerwedstrijd Bordeaux-Parijs-Bordeaux gehouden onder de naam 'Critérium de la Résistance', een voorloper van het Criterium der Azen. Deze race was 1208 kilometer lang en werd gewonnen door de Belg Louis Mottiat in 56 uur en 48 minuten. De marathon werd niet herhaald, maar vormde wel de basis voor een kortere versie waaruit het Criterium der Azen ontstond. Van 1921 tot 1966 werd het criterium gehouden in Longchamp, over 27 ronden van elk 3,63 km. Vanaf 1967 vond de wedstrijd plaats op verschillende locaties in Frankrijk, Zwitserland en Nederland.
Aanvankelijk reden de deelnemers afwisselend alleen en achter gangmakers. Later werden tandems of triplets gebruikt als gangmaker, die op hun beurt vervangen werden door motorfietsen. Vanaf 1947 werden derny’s als gangmaker gebruikt.
De recordwinnaar is de Belg Rik Van Steenbergen, die in 1958 voor de vijfde keer won.
De wedstrijd werd voor het laatst gehouden in 1990. In 1991 werd het evenement vervangen door de Roue d'Or des As. In Amsterdam werd van 1991 tot 2000 een identieke dernykoers verreden onder de naam Amsterdam RAI Dernyrace. Deze race was opgenomen in de UCI-kalender.

## Lijst van winnaars
* In 1938 werd de race niet als het Criterium der Azen verreden maar eenmalig gehouden als viering van het 50-jarig bestaan van de Dunlop bandenfabriek, ook in Longchamps.

### Meervoudige winnaars
| Overwinningen | Renner              | Land      | Jaren                            |
| ------------- | ------------------- | --------- | -------------------------------- |
| 5             | Rik Van Steenbergen | België    | 1948 + 1952 + 1955 + 1957 + 1958 |
| 4             | Louison Bobet       | Frankrijk | 1949 + 1950 + 1953 + 1954        |
| 4             | Jacques Anquetil    | Frankrijk | 1959 + 1960 + 1963 + 1965        |
| 3             | Ernest Terreau      | Frankrijk | 1932 + 1935 + 1936               |
| 3             | Eddy Merckx         | België    | 1967 + 1970 + 1974               |
| 3             | Sean Kelly          | Ierland   | 1984 + 1985 + 1986               |
| 2             | Jules Vanhevel      | België    | 1923 + 1924                      |
| 2             | Gerben Karstens     | Nederland | 1966 + 1973                      |
| 2             | Joop Zoetemelk      | Nederland | 1979 + 1980                      |

### Overwinningen per land
| Overwinningen | Land                                       |
| ------------- | ------------------------------------------ |
| 29            | Frankrijk                                  |
| 19            | België                                     |
| 6             | Nederland                                  |
| 3             | Ierland                                    |
| 2             | Italië                                     |
| 1             | Zwitserland , Duitsland , Verenigde Staten |

## Wedstrijdlocaties
De race werd gehouden in de volgende plaatsen: